# Monday Night Skate
Monday Night Skate ist eine in verschiedenen Schweizer Städten durchgeführte Skatenight-Veranstaltung. Die auf gesicherten Strecken organisierten Ausfahrten finden bei guten Wetterverhältnissen jeweils montags zwischen Ende April und Ende September im Zwei- bis Dreiwochenrhythmus statt.
Der Anlass richtet sich an regelmässige Inlineskatingfahrer. Die Touren sind 15 bis 22 Kilometer lang und dauern rund 2 Stunden. Organisiert wird die Veranstaltung vom Verein NightSkate. Dieser arbeitet vor Ort mit lokalen Behörden, Organisationen und Sponsorpartnern zusammen. Der Monday Night Skate findet in den Städten Aarau, Basel, Biel, Chur, Genf, Kreuzlingen, Luzern, Zug und Zürich statt.

## Geschichte
Entstanden ist der Anlass Ende der 1990er Jahre in Zürich, als sich einige Inline-Skater und Rollschuhfahrer regelmässig zu einer Ausfahrt trafen. Mit der Zeit gesellten sich weitere Teilnehmer dazu. Die damals noch unorganisierten Touren durch die Zürcher Innenstadt entwickelten sich zu einem Geheimtipp. 
Um dem Sicherheitsaspekt mehr Gewicht zu geben und den bisherigen Szenentreff in einem organisierten Rahmen durchzuführen, wurde 1999 der Monday Night Skate ins Leben gerufen. Hierbei wurden die Routen vordefiniert und die damals rund 1'500 Teilnehmer von freiwilligen Helfern begleitet. Diese regelten den Verkehr während der Veranstaltung und wiesen auf allfällige Hindernisse auf der Strecke hin.
Im Jahr 2000 erteilte die Stadt Zürich, als schweizweit erste Stadt, dem Monday Night Skate eine offizielle Bewilligung. Die Touren wurden von da an von Motorradfahrern der Stadtpolizei begleitet. Im Verlaufe der Jahre erfreute sich die Veranstaltung einer immer stärkeren Beliebtheit. Wurden in der Saison 2000 insgesamt rund 3'600 Teilnehmer gezählt, so waren es ein Jahr später bereits über 17'000 und 2002 insgesamt schon mehr als 33'500. Neben Zürich fasste der Monday Night Skate im Jahr 2002 in Winterthur (heute Cityskate) und Bern (heute Inline Night Bern) Fuss. 2003 kamen Basel, Luzern und St. Gallen hinzu.
Am Abend des 14. Juli 2003 wurde in Zürich mit 8'600 teilnehmenden Skatern ein neuer Rekord verbucht. Gesamthaft zählte in der Saison 2003 die Veranstaltung schweizweit rund 85'000 Teilnehmer, ein Jahr später waren es mehr als 101'000. Im Jahr 2005 wurde der Monday Night Skate auf die Städte Aarau, Baden (heute RegioSkate), Biel, Chur, Kreuzlingen und 2006 auf Genf und Zug ausgeweitet, während sich per Ende 2005 die Städte Winterthur, Bern und Baden vom Monday Night Skate trennten und seither unabhängige Inlineskating-Ausfahrten durchführen. Insgesamt hat sich die schweizweite Teilnehmerzahl in den letzten Jahren auf einem Niveau von rund 100'000 Teilnehmern pro Jahr (Stand 2007) stabilisiert.